# Zbigniew Bródka
Zbigniew Marcin Bródka (* 8. Oktober 1984 in Głowno) ist ein polnischer Eisschnellläufer.
Bródka feierte sein Weltcup-Debüt im November 2008 in Heerenveen. Seine Spezialstrecken sind die 1500 Meter und der Teamwettbewerb.
Bei den Olympischen Spielen 2010 in Vancouver belegte er auf der 1500-Meter-Strecke Rang 27.
2013 gelang Bródka in Erfurt über 1500 Meter der erste Weltcupsieg seiner Karriere. Im selben Jahr gewann er zudem die Weltcup-Gesamtwertung dieser Strecke. Bei der WM 2013 in Sotschi errang er zusammen mit Konrad Niedźwiedzki und Jan Szymański die Bronzemedaille im Teamwettbewerb.
2014 wurde Bródka in Sotschi über 1500 Meter, mit nur 0,003 Sekunden Vorsprung gegenüber dem Niederländer Koen Verweij Olympiasieger und zusammen mit Konrad Niedźwiedzki und Jan Szymański
konnte er noch eine Bronzemedaille in der Teamverfolgung erringen.